# فيدل تشافيس دي لا توري
فيدل تشافيس دي لا توري (بالإسبانية: Fidel Chaves)‏ (27 أكتوبر 1989 في إسبانيا - ) هو لاعب كرة قدم إسباني في مركز الوسط. لعب مع ريكرياتيفو ونادي ألميريا ونادي إلتشي ونادي قرطبة ونادي لاس بالماس.

## وصلات خارجية
- فيدل تشافيس دي لا توري على موقع قاعدة بيانات كرة القدم.إي يو (الإنجليزية)
- فيدل تشافيس دي لا توري على موقع Soccerbase.com (لاعب) (الإنجليزية)
- فيدل تشافيس دي لا توري على موقع Soccerway.com (الإنجليزية)
- فيدل تشافيس دي لا توري على موقع AS.com (الإسبانية)